# Godzilla: Domination!
Godzilla: Domination!, pubblicato in Giappone con il titolo Godzilla: Kaijū dairantō Advance (ゴジラ怪獣大乱闘アドバンス?, Gojira: Kaijū dairantō Adobansu, lett. "Godzilla: La grande battaglia dei kaijū Advance"), è un videogioco di genere picchiaduro a incontri sviluppato da WayForward Technologies e pubblicato da Atari per la console portatile Game Boy Advance nel 2002.

## Trama
Il misterioso meteorite X è apparso sopra Tokyo 2 e il suo nucleo ha cominciato a irradiare delle onde magnetiche che hanno causato danni neurologici a diversi mostri giganti facendoli diventare ancora più imprevedibili e pericolosi. In seguito, queste creature hanno iniziato ad attaccare la Terra e le colonie vicine, lasciando solo una gran distruzione alle loro spalle. Nonostante ciò, solo un mostro non è stato influenzato dalle onde emesse dal frammento roccioso e spetterà a quest'ultimo affrontare gli altri e distruggere il meteorite X una volta per tutte. Alla fine, dopo aver battuto tutti i suoi avversari, il mostro protagonista si confronterà in un ultimo duello contro Mecha King Ghidorah per riportare la pace.

## Modalità di gioco
Il giocatore prende il controllo di uno dei sei mostri giocabili, Godzilla, Megalon, King Ghidorah, Rodan, Mechagodzilla o Mothra, e dopodiché nella modalità giocatore singolo dovrà affrontare una serie di sette scontri in altrettante aree, sconfiggendo i mostri avversari; arrivati all'ottavo ed ultimo livello bisognerà battersi con il boss finale Mecha King Ghidorah.
Gli scontri avvengono in alcune città poste sia sulla Terra che su delle colonie spaziali, dove i personaggi potranno distruggere gli edifici per accumulare punti, trovare dei potenziamenti oppure eliminare alcuni nemici minori come gli UFO o degli elicotteri. Nel corso della storia si avrà anche l'occasione di affrontare alcune fasi bonus, dove il personaggio giocabile dovrà cercare di distruggere tutti gli edifici che si troverà innanzi, guadagnando così dei punti extra, e resistendo fino allo scadere del tempo all'attacco degli UFO, che attraverso varie ondate di attacchi, proveranno ad eliminare il mostro.
Le battaglie possono svolgersi sia in singolo, ovvero uno contro uno, oppure a squadre, due contro due o uno contro tre. Tale caratteristica sarà presente in modo automatico in alcuni scontri nella modalità storia, mentre in quella multigiocatore e quella libera si potrà scegliere se fare o meno squadra con un altro mostro.
Nella versione giapponese del titolo sono presenti alcuni differenze come il colore della pelle di Godzilla la quale è stata resa grigia, Mechagodzilla è stato sostituito dalla sua versione successiva Kiryu e Mothra ha cambiato anche essa colorazione, tutti e tre per cercare di somigliare il più possibile al rispettivo design del film Gojira × Mosura × Mekagojira - Tōkyō SOS, che doveva uscire al tempo. Altri cambiamenti riguardano l'inserimento di un'icona che indica il numero del giocatore posta sopra la testa di ogni mostro, l'aggiunta di più livelli di difficoltà per la modalità storia, l'ordine di alcuni livelli e l'eliminazione delle fasi speciali.

## Accoglienza
| Testata                            | Giudizio |
| ---------------------------------- | -------- |
| GameRankings (media al 09-12-2019) | 48.87%   |
| Metacritic (media al 18-03-2020)   | 53/100   |
| IGN                                | 5.5/10   |
| GameSpot                           | 7.2/10   |
| GameSpy                            | 35/100   |

Godzilla: Domination! ha ricevuto opinioni miste da parte della critica.
Craig Harris di IGN gli diede un 5.5 su 10, affermando "in termini di gameplay, non c'è molto da fare. Sei personaggi sono un gran roster per un qualsiasi picchiaduro, e la mancanza di extra lo rende un gioco veloce. Date al gioco un'ora e avrete visto tutto quello che c'è". Frank Provo di GameSpot gli assegnò un 7.2 su 10, trovando il gioco "divertente da giocare e cattura molto bene lo spirito dei mostri giganti combattenti. Sì, ci sono dei picchiaduro tradizionali migliori là fuori che probabilmente vi faranno passare più tempo sul vostro GBA rispetto a questo - ma Godzilla, Mothra e King Ghidorah non sono presenti in questi giochi".
GameRankings diede al titolo un punteggio di 52 su 10, trovandolo "più adatto per i fanatici multigiocatore irriducibili, e per quelli che hanno un'insana ossessione per tutto ciò che riguarda i mostri giganti che distruggono le città. Tutti gli altri dovrebbero dargli una possibilità, dato che il giocatore singolo può essere superato in 15-20 minuti - e dopo questo, non c'è molto altro da vedere". David Hodgson di GameSpy assegnò un 35 su 100, definendolo "una versione 2D inizialmente invitante ma disastrosamente fiacca di Godzilla: Destroy All Monsters Melee".